# Barva (tổng)
Barva là một tổng trong tỉnh Heredia, Costa Rica. Tổng này có diện tích 53,8 km², dân số năm 2008 là 37041 người..